# Jimmie Åkesson
Per Jimmie Åkesson (Ivetofta, 1979. május 17. –) svéd politikus és író, 2005 óta a Svédországi Demokraták vezetője. 2000 és 2005 között a Svéd Demokratikus Ifjúság vezetője volt.

## Élete
Jimmie Åkesson a Skåne megyei Ivetoftában született, de a Blekinge megyei Sölvesborgban nőtt fel. Apja Stefan üzletember, aki padlóburkoló vállalkozást vezetett, édesanyja, Britt Marie pedig ápolónő volt egy idősek otthonában. Åkesson szülei fiatalon elváltak, és elsősorban édesanyja nevelte.
Åkesson politológiát, jogot, közgazdaságtant, humánföldrajzot és filozófiát tanult a Lundi Egyetemen, és kijelentette, hogy ekkoriban kezdett érdeklődni a politika iránt. Åkesson főállású politikai munkája előtt webdesignerként dolgozott a BMJ Aktiv cégnél, amelyet Björn Söderrel, a Svéd Demokraták egykori párttitkárával közösen alapított.

## Írásai
- Satis polito, 2013 (önéletrajz) ISBN 9-198116207 (svédül)
- Det moderna folkhemmet, 2018 ISBN 978-9-198116243 (svédül)